# Copa de la UEFA de Fútbol Sala 2009-10
La 2009–10 UEFA Futsal Cup es la edición n.º 24 de la máxima competición de clubes de futsal y la edición n.º 9 como UEFA Futsal Cup.

## Equipos
| Ronda Elite         | Ronda Elite             | Ronda Elite       | Ronda Elite          |
| ------------------- | ----------------------- | ----------------- | -------------------- |
| AFC Kairat          | Viz-Sinara Ekaterinburg | Interviú C        | ElPozo Murcia        |
| Ronda Principal     |                         |                   |                      |
| Araz Naxçivan       | Action 21 Charleroi     | Viten Novolukoml  | MNK Potpican '98     |
| Athina 90           | Iberia 2003 Tblisi      | Luparense         | FC Marlene           |
| Hurtap Łęczyca      | SL Benfica              | Era-Pack Chrudim  | Cip Deva             |
| Kolubara Lazarevac  | KMN Puntar              | Skövde AIK        | Taim Lviv            |
| MVFC Berettyóújfalu |                         |                   |                      |
| Ronda Preliminar    |                         |                   |                      |
| KF Tirana           | Futbol Club Madriu      | Erebuni Yerevan   | Murexin All Stars    |
| KMF Leotar Trebinje | MFC Varna               | Omonia Nicosia    | Futsal BGA           |
| Sillamäe JK         | Golden FT Espoo         | Roubaix Futsal    | Futsal Panthers Köln |
| Helvecia Futsal     | Cork City FC            | Hvöt Blönduós     | ASA Tel-Aviv         |
| Nikars Riga         | Nautara Kaunas          | Zelezarec Skopje  | White Eagles FC      |
| Tornado Chisinau    | Montenegro Stars Budva  | Nidaros Futsal    | Fair City Santos     |
| RCS Košice          | FC Seefeld Zurich       | Gazi Üniversitesi |                      |

C Campeón de la edición 2008-09

## Ronda Preliminar

### Grupo A
| Equipo            | Pts | PJ | PG | PE | PP | GF | GC |
| ----------------- | --- | -- | -- | -- | -- | -- | -- |
| Tornado Chisinau  | 9   | 3  | 3  | 0  | 0  | 18 | 4  |
| MFC Varna         | 6   | 3  | 2  | 0  | 1  | 16 | 9  |
| Gazi Üniversitesi | 3   | 3  | 1  | 0  | 2  | 8  | 11 |
| Cork City FC      | 0   | 3  | 0  | 0  | 3  | 5  | 23 |

### Grupo B
| Equipo            | Pts | PJ | PG | PE | PP | GF | GC |
| ----------------- | --- | -- | -- | -- | -- | -- | -- |
| AC Omonia         | 9   | 3  | 3  | 0  | 0  | 20 | 9  |
| RCS Košice        | 4   | 3  | 1  | 1  | 1  | 8  | 9  |
| Nidaros Futsal    | 3   | 3  | 1  | 0  | 2  | 8  | 10 |
| FC Seefeld Zürich | 1   | 3  | 0  | 1  | 2  | 6  | 14 |

### Grupo C
| Equipo               | Pts | PJ | PG | PE | PP | GF | GC |
| -------------------- | --- | -- | -- | -- | -- | -- | -- |
| FK Nikars Riga       | 9   | 3  | 3  | 0  | 0  | 22 | 12 |
| KMF Leotar Trebinje  | 6   | 3  | 2  | 0  | 1  | 22 | 9  |
| Futsal Panthers Köln | 3   | 3  | 1  | 0  | 2  | 9  | 15 |
| Sillamäe JK          | 0   | 3  | 0  | 0  | 3  | 6  | 23 |

### Grupo D
| Equipo             | Pts | PJ | PG | PE | PP | GF | GC |
| ------------------ | --- | -- | -- | -- | -- | -- | -- |
| Golden Futsal Team | 9   | 3  | 3  | 0  | 0  | 19 | 7  |
| Helvecia Futsal    | 6   | 3  | 2  | 0  | 1  | 21 | 12 |
| Roubaix Futsal     | 3   | 3  | 1  | 0  | 2  | 9  | 13 |
| Fair City Santos   | 0   | 3  | 0  | 0  | 3  | 4  | 21 |

### Grupo E
| Equipo             | Pts | PJ | PG | PE | PP | GF | GC |
| ------------------ | --- | -- | -- | -- | -- | -- | -- |
| Nautara Kaunas     | 9   | 3  | 3  | 0  | 0  | 17 | 11 |
| KF Tirana          | 6   | 3  | 2  | 0  | 1  | 11 | 9  |
| White Eagles FC    | 1   | 3  | 0  | 1  | 2  | 11 | 14 |
| Futbol Club Madriu | 1   | 3  | 0  | 1  | 2  | 4  | 9  |

### Grupo F
| Equipo               | Pts | PJ | PG | PE | PP | GF | GC |
| -------------------- | --- | -- | -- | -- | -- | -- | -- |
| Erebuni Yerevan      | 7   | 3  | 2  | 1  | 0  | 13 | 5  |
| ASA Tel-Aviv         | 7   | 3  | 2  | 1  | 0  | 14 | 8  |
| Allstars W. Neustadt | 3   | 3  | 1  | 0  | 2  | 10 | 13 |
| Hvöt                 | 0   | 3  | 0  | 0  | 3  | 6  | 17 |

### Grupo G
| Equipo                 | Pts | PJ | PG | PE | PP | GF | GC |
| ---------------------- | --- | -- | -- | -- | -- | -- | -- |
| Montenegro Stars Budva | 3   | 2  | 1  | 0  | 1  | 10 | 6  |
| KMF Zelezarec Skopje   | 3   | 2  | 1  | 0  | 1  | 6  | 7  |
| Futsal BGA             | 3   | 2  | 1  | 0  | 1  | 8  | 11 |

## Ronda Principal

### Grupo 1
| Equipo         | PJ | PG | PE | PP | GF | GC | Pts |
| -------------- | -- | -- | -- | -- | -- | -- | --- |
| Luparense      | 3  | 2  | 1  | 0  | 23 | 3  | 7   |
| Time Lviv      | 3  | 2  | 1  | 0  | 20 | 4  | 7   |
| Berettyóújfalu | 3  | 1  | 0  | 2  | 4  | 18 | 3   |
| Tornado        | 3  | 0  | 0  | 3  | 3  | 25 | 0   |

### Grupo 2
| Equipo           | PJ | PG | PE | PP | GF | GC | Pts |
| ---------------- | -- | -- | -- | -- | -- | -- | --- |
| Era-Pack Chrudim | 3  | 3  | 0  | 0  | 23 | 5  | 9   |
| Nikars Riga      | 3  | 2  | 0  | 1  | 8  | 15 | 6   |
| Hurtap Łęczyca   | 3  | 1  | 0  | 2  | 15 | 10 | 3   |
| Nautara Kaunas   | 3  | 0  | 0  | 3  | 4  | 20 | 0   |

### Grupo 3
| Equipo              | PJ | PG | PE | PP | GF | GC | Pts |
| ------------------- | -- | -- | -- | -- | -- | -- | --- |
| Action 21 Charleroi | 3  | 3  | 0  | 0  | 17 | 3  | 9   |
| Athina 90           | 3  | 1  | 1  | 1  | 16 | 9  | 4   |
| Golden Futsal Team  | 3  | 1  | 1  | 1  | 12 | 9  | 4   |
| Skövde AIK          | 3  | 0  | 0  | 3  | 6  | 30 | 0   |

### Grupo 4
| Equipo                 | PJ | PG | PE | PP | GF | GC | Pts |
| ---------------------- | -- | -- | -- | -- | -- | -- | --- |
| SL Benfica             | 3  | 3  | 0  | 0  | 26 | 4  | 9   |
| KMN Puntar             | 3  | 2  | 0  | 1  | 12 | 4  | 6   |
| Viten Orsha            | 3  | 1  | 0  | 2  | 3  | 11 | 3   |
| Montenegro Stars Budva | 3  | 0  | 0  | 3  | 2  | 24 | 0   |

### Grupo 5
| Equipo             | PJ | PG | PE | PP | GF | GC | Pts |
| ------------------ | -- | -- | -- | -- | -- | -- | --- |
| Araz Naxçivan      | 3  | 2  | 1  | 0  | 12 | 5  | 7   |
| MNK Potpićan 98    | 3  | 1  | 2  | 0  | 11 | 10 | 5   |
| Kolubara Lazarevac | 3  | 1  | 0  | 2  | 10 | 11 | 3   |
| AC Omonia          | 3  | 0  | 1  | 2  | 7  | 14 | 1   |

### Grupo 6
| Equipo              | PJ | PG | PE | PP | GF | GC | Pts |
| ------------------- | -- | -- | -- | -- | -- | -- | --- |
| FC Marlène          | 3  | 2  | 0  | 1  | 12 | 2  | 6   |
| Iberia 2003 Tbilisi | 3  | 2  | 0  | 1  | 10 | 5  | 6   |
| CIP Deva            | 3  | 2  | 0  | 1  | 14 | 7  | 6   |
| Erebuni Yerevan     | 3  | 0  | 0  | 3  | 1  | 23 | 0   |

## Ronda Elite

### Grupo 1
| Equipo              | Pts | PJ | PG | PE | PP | GF | GC |
| ------------------- | --- | -- | -- | -- | -- | -- | -- |
| Luparense           | 9   | 3  | 3  | 0  | 0  | 15 | 5  |
| ElPozo Murcia       | 6   | 3  | 2  | 0  | 1  | 25 | 7  |
| Iberia 2003 Tblisi  | 3   | 3  | 1  | 0  | 2  | 5  | 19 |
| Action 21 Charleroi | 0   | 3  | 0  | 0  | 3  | 5  | 19 |

### Grupo 2
| Equipo                  | Pts | PJ | PG | PE | PP | GF | GC |
| ----------------------- | --- | -- | -- | -- | -- | -- | -- |
| SL Benfica              | 7   | 3  | 2  | 1  | 0  | 14 | 3  |
| Viz-Sinara Ekaterinburg | 7   | 3  | 2  | 1  | 0  | 13 | 2  |
| MNK Potpican '98        | 3   | 3  | 1  | 0  | 2  | 3  | 11 |
| FC Marlène              | 0   | 3  | 0  | 0  | 3  | 1  | 15 |

### Grupo 3
| Equipo           | Pts | PJ | PG | PE | PP | GF | GC |
| ---------------- | --- | -- | -- | -- | -- | -- | -- |
| Inter Movistar   | 9   | 3  | 3  | 0  | 0  | 11 | 2  |
| Time Lviv        | 6   | 3  | 2  | 0  | 1  | 10 | 5  |
| Era-Pack Chrudim | 3   | 3  | 1  | 0  | 2  | 7  | 12 |
| KMN Puntar       | 0   | 3  | 0  | 0  | 3  | 3  | 12 |

### Grupo 4
| Equipo        | Pts | PJ | PG | PE | PP | GF | GC |
| ------------- | --- | -- | -- | -- | -- | -- | -- |
| Araz Naxçivan | 9   | 3  | 3  | 0  | 0  | 18 | 4  |
| AFC Kairat    | 6   | 3  | 2  | 0  | 1  | 9  | 8  |
| Athina 90     | 3   | 3  | 1  | 0  | 2  | 5  | 10 |
| Nikars Riga   | 0   | 3  | 0  | 0  | 3  | 3  | 13 |

## Final Four
|  | Semifinales    | Semifinales |   |               | Final          | Final |  |
|  |                |             |   |               |                |       |  |
|  |                |             |   |               |                |       |  |
|  | 23 de abril    |             |   |               |                |       |  |
|  | Araz Naxçivan  | 2           |   |               |                |       |  |
|  | Inter Movistar | 5           |   |               |                |       |  |
|  |                |             |   |               |                |       |  |
|  |                |             |   |               | 25 de abril    |       |  |
|  |                |             |   |               | Inter Movistar | 2     |  |
|  |                | SL Benfica  | 3 |               |                |       |  |
|  |                |             |   |               |                |       |  |
|  |                |             |   |               |                |       |  |
|  |                |             |   |               | Tercer lugar   |       |  |
|  | 23 de abril    | 23 de abril |   | 25 de abril   | 25 de abril    |       |  |
|  | SL Benfica     | 8           |   | Araz Naxçivan | 2 (5)          |       |  |
|  | Luparense      | 4           |   |               | Luparense      | 2 (4) |  |

### Semifinales
| 23 de abril de 2010 | Araz Naxçivan            | 2-5     | Inter Movistar                                            | Pavilhão Atlântico, Lisboa |  |
|                     | Biro Jade 17´ Serjao 22´ | Reporte | Torras 9´ Gabriel 22´ Betao 33´ Luis Amado 37´ Daniel 39´ |                            |  |

| 23 de abril de 2010 | SL Benfica                                                                     | 8-4     | Luparense                                                  | Pavilhão Atlântico, Lisboa |  |
|                     | Joel Quéiros 3´ 12´ Ricardinho 4´ 35´ Arnaldo 20´ 36´ Davi 22´ César Paulo 38´ | Reporte | Honorio 3´ Vampeta 13´ Baptistela 35´ Zé María (p. p.) 38´ |                            |  |

### 3º/4º Puesto
| 25 de abril de 2010 | Araz Naxçivan         | 2-2 (5-4 p.p) | Luparense                | Pavilhão Atlântico, Lisboa |  |
|                     | Borisov 3´ Thiago 36´ | Reporte       | Calvo 6´ Baptistella 17´ |                            |  |

### Final
| 25 de abril de 2010 | Inter Movistar         | 2-3 | SL Benfica                            | Pavilhão Atlântico, Lisboa |  |
|                     | Marquinho 7´ Betao 24´ |     | Joel Quéiros 11´ Arnaldo 21´ Davi 42´ |                            |  |

| UEFA Futsal Cup 2009–10 |
| ----------------------- |
| SL Benfica              |
| CAMPEÓN 1º título       |